# Bigování

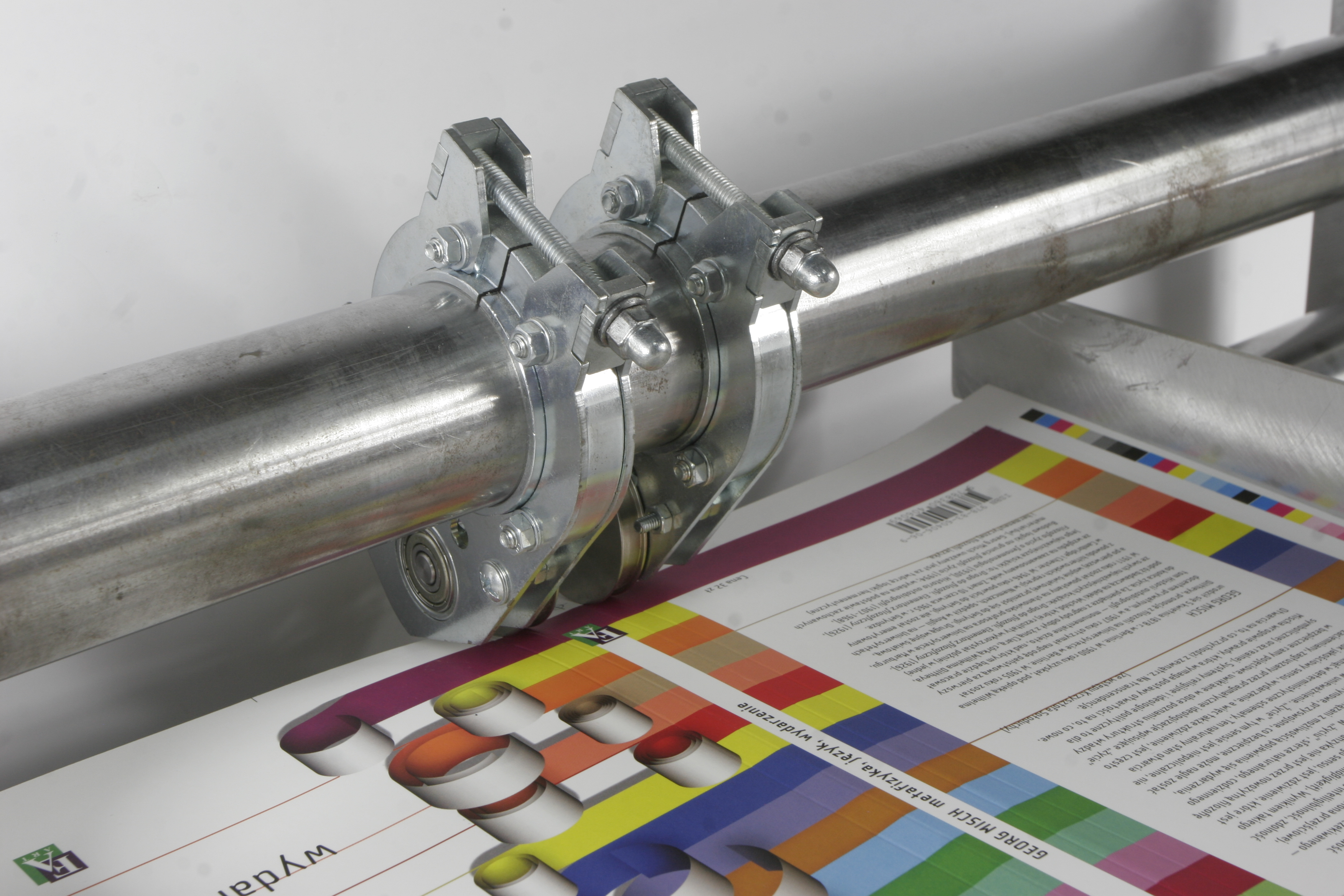
Bigovací poloautomatický stroj

Schéma bigu

Bigování je typ knihařského zpracování tiskoviny. Jedná se o lisem vytvořenou úzkou rýhu v tiskovině, podle které je pak možné tiskovinu velmi snadno ručně ohnout. Bigováním se u vyšších gramáži tiskovin (>170 g/m²) zamezí nechtěnému praskání tiskoviny v místě ohybu. Bigovat se může ručně, nebo lze použít stroje zvané bigovačky.
Bigování se vyžívá u vyšších gramáži tiskovin cca od 170 g/m². U nižších gramáží se používá falcování.